# Stora Örsjön (Norra Råda socken, Värmland)
Stora Örsjön är en sjö i Hagfors kommun i Värmland och ingår i Göta älvs huvudavrinningsområde. Sjön har en area på 0,0618 kvadratkilometer och ligger 258,5 meter över havet.

## Delavrinningsområde
Stora Örsjön ingår i det delavrinningsområde (664233-137129) som SMHI kallar för Mynnar i Göta älvs vattendragsyta. Medelhöjden är 197 meter över havet och ytan är 37,58 kvadratkilometer. Det finns ett avrinningsområde uppströms, och räknas det in blir den ackumulerade arean 53,91 kvadratkilometer. Enån som avvattnar avrinningsområdet har biflödesordning 2, vilket innebär att vattnet flödar genom totalt 2 vattendrag innan det når havet efter 316 kilometer. Avrinningsområdet består mestadels av skog (86 procent). Avrinningsområdet har 0,05 kvadratkilometer vattenytor vilket ger det en sjöprocent på 0,1 procent.